# Septembre 1815

## Événements
- 19 septembre : mort à Fès d’Abdul Abbas Ahmed el-Tijânî, fondateur de la confrérie des Tijânî, représentée en Afrique du Nord ainsi qu’au sud du Sahara[1]. L’installation de la confrérie à Fès avait été encouragée par le sultan Mulay Slimane. Soucieux de réduire l’influence des autres confréries, ce dernier s’oppose aux marabouts et envoie une expédition dans la région du Haouz contre la Zawiyya de Cherrada. Les tijânî rencontrent la sympathie de la bourgeoisie et du makhzen (gouvernement).

- 24 septembre : le duc de Richelieu, un ancien émigré d'esprit modéré, devient premier ministre en France[2].

- 26 septembre : Traité de la Sainte-Alliance, signée à Paris entre l’Autriche, la Prusse et la Russie, destinée à défendre l’Europe issue du Congrès de Vienne. Les souverains s'unissent sur le principe du droit divin pour protéger « la religion, la paix, la justice » et gouverner dans un « esprit de fraternité »[3].

## Naissances
- 7 septembre : Chohachi Irie, plâtrier japonais († 8 octobre 1889).
- 12 septembre : Edmond Tulasne (mort en 1885), botaniste et mycologue français.
- 14 septembre : Manuel María Madiedo, écrivain, journaliste et homme politique colombien († 6 septembre 1888).
- 26 septembre : Louis-Édouard Pie, cardinal français, évêque de Poitiers († 18 mai 1880).
- 29 septembre : Andreas Achenbach, peintre allemand († 1er avril 1910).

## Décès
- 28 septembre : Nicolas Desmarest (né en 1725), géographe français.